# Lewis Davey
Lewis Davey (24 ottobre 2000) è un velocista britannico.

## Carriera
Nel 2022, assieme a Matthew Hudson-Smith, Charles Dobson e Alex Haydock-Wilson ha vinto la medaglia d'oro nella staffetta 4×400 metri agli Europei di Monaco di Baviera ed il bronzo nella medesima specialità alle Olimpiadi di Parigi 2024.
Vanta anche un argento e un bronzo mondiali, conquistati entrambi a Budapest 2023.

## Palmarès
| Anno | Manifestazione  | Sede     | Evento        | Risultato | Prestazione | Note                                     |
| ---- | --------------- | -------- | ------------- | --------- | ----------- | ---------------------------------------- |
| 2019 | Europei U20     | Borås    | 4×400 m       | Batteria  | dnf         |                                          |
| 2021 | Europei U23     | Tallinn  | 4×400 m       | 6º        | 3'09"28     |                                          |
| 2022 | Europei         | Monaco   | 4×400 m       | Oro       | 2'59"35     | Miglior prestazione personale            |
| 2023 | Europei indoor  | Istanbul | 4×400 m       | 5º        | 3'08"61     | Miglior prestazione personale stagionale |
| 2023 | Mondiali        | Budapest | 4×400 m       | Bronzo    | 2'58"71     | Miglior prestazione personale stagionale |
| 2023 | Mondiali        | Budapest | 4×400 m mista | Argento   | 3'11"06     |                                          |
| 2024 | World Relays    | Nassau   | 4x400 m       | 6º        | 3'02"62     |                                          |
| 2024 | Europei         | Roma     | 4x400 m       | 7º        | 3'01"89     |                                          |
| 2024 | Europei         | Roma     | 4x400 m mista | 5ª        | 3'13"97     |                                          |
| 2024 | Giochi olimpici | Parigi   | 4x400 m       | Bronzo    | 2'55"83     | Record europeo                           |